# BM Bera Bera
Balonmano Bera Bera er en spansk kvindehåndboldklub i San Sebastián i Spanien. Klubben spiller for tiden i División de Honor. Klubben blev grundlagt i 1983 og har hjemmebane i Polideportivo Bidebieta, der har plads 1.000 tilskuere. Klubben har aldrig deltaget ved EHF Champions League, men har vundet det spanske mesterskab fem gange og den spanske pokalturnering 6 gange. Holdets træner er Imanol Álvarez.

## Spillertruppen 2019-20
| Målvogtere - 38 Mercedes Castellanos - 87 Renata Arruda Fløjspillere RW - 15 Maitane Etxeberria - 21 Adriana Cardoso de Castro LW - 07 Sara Gil de la Vega - 63 Mirene Moreno Stregspillere - 06 Nekane Terés - 18 Elisabet Cesáreo | Bagspillere LB - 04 Mariane Fernandes - 05 Manuela Pizzo - 08 Alba Menéndez - 44 Ainhoa Etxeberria CB - 03 Esther Arrojeria - 09 Emma Boada - 27 Silvia Arderíus RB - 20 Maria Prieto O'Mullony |

## Medarbejdere
- Cheftræner:  Imanol Álvarez
- Assistenttræner: Eider Rubio

## Tidligere spillere
- Nely Carla Alberto
- Azenaide Carlos
- Mihaela Ciobanu
- Lígia Costa
- Verónica Cuadrado
- Fabiana Diniz
- Patricia Elorza
- Beatriz Fernández
- Alicia Fernández
- Tatiana Garmendia
- Amélie Goudjo
- Anette Hoffmann
- Janne Kolling
- Alexandra Lacrabère
- Marta López
- Ana Martínez
- Antonela Mena
- Wendy Obein
- Svetlana Obucina
- Darly Zoqbi de Paula
- Elisabeth Pinedo
- Montserrat Puche
- Anna Punko
- Fernanda da Silva
- Ana Temprano
- Raphaëlle Tervel
- Katarina Tomašević
- Tania Yáñez